# Завод хімії хлору в Ештаррежа
Завод хімії хлору в Ештаррежа – хімічний майданчик на півночі Португалії.
Завод ввела в дію у 1956 році компанія Uniteca, яку в 1979-му придбала Jose de Mello Group. У 1997-му ця ж група отримала контроль над хімічним концерном Quimigal, до якого приєднали Uniteca. З 2005-го Quimigal діяв як CUF - Químicos Industriais, а після 2018 року відомий як Bondalti.
Майданчик здійснює електроліз хлориду натрію, при цьому первісно використовували рутутну технологію, але у підсумку перейшли на більш екологічно прийнятну мембранну. Сировину для електролізу можуть постачати соляні промисли Лоле (споруджений в середині 1960-х років) та Карріку (з 1990-го).
Є відомості, що в Ештаррежа мембранним способом можуть продукувати 94 тисячі тонн хлору та ще 48 тисяч тонн походить з інших виробництв. Також станом на 2013 рік майданчик мав потужність у 126 тисяч тонн каустичної соди, 100 тисяч тонн соляної кислоти та 75 тисяч тонн гіпохлориту натрію (при цьому 90 тисяч тонн хлору та 36 тисяч тонн каустичної соди спрямовувались на розташований неподалік завод компанії Dow, що займається продукуванням ізоціанатів. Для підтримки такого рівня виробництва було потрібно 120 тисяч тонн хлориду натрію.